# (2925) Beatty
(2925) Beatty (1978 VC5) – planetoida z grupy pasa głównego asteroid okrążająca Słońce w ciągu 3,69 lat w średniej odległości 2,39 j.a. Odkryta 7 listopada 1978 roku.